# Jackson County (Arkansas)
Das Jackson County ist ein County im US-Bundesstaat Arkansas. Der Verwaltungssitz (County Seat) ist Newport.

## Geographie
Das County liegt im mittleren Nordosten von Arkansas und hat eine Fläche von 1661 Quadratkilometern, wovon 21 Quadratkilometer Wasserfläche sind. Es grenzt an folgende Countys:
|                     | Lawrence County | Craighead County |
| Independence County |                 | Poinsett County  |
| White County        | Woodruff County | Cross County     |

## Geschichte

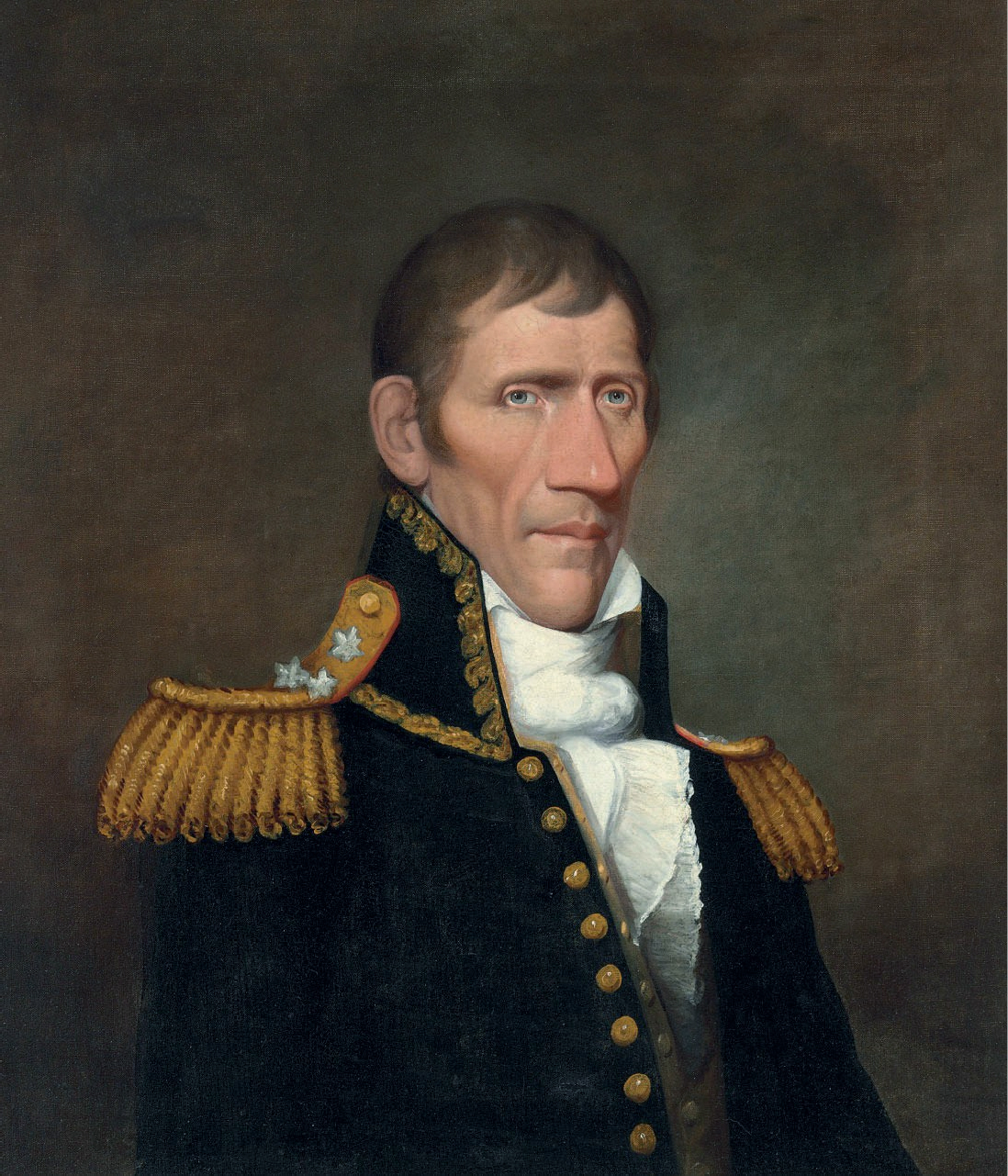
A. Jackson

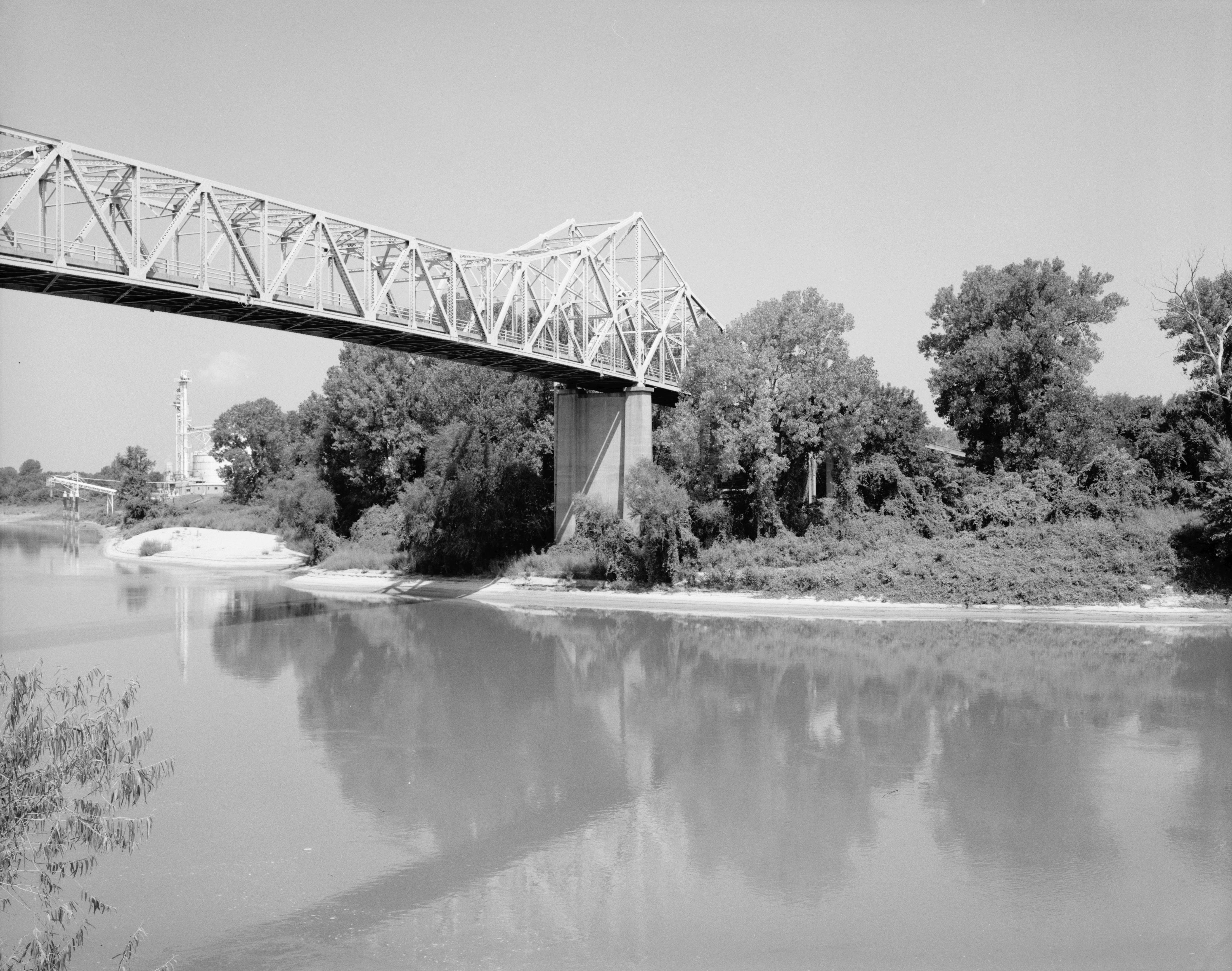
Die Newport Bridge über den White River ist seit April 1990 im National Register of Historic Places eingetragen.

Das Jackson County wurde am 5. November 1829 aus Teilen des Independence County gebildet. Benannt wurde es nach Andrew Jackson (1767–1845), dem siebten Präsidenten der USA (1829–1837).
Die Bezirkshauptstadt hat fünfmal gewechselt. Im Einzelnen waren dies: Litchfield (1831), Elizabeth (1839), Augusta (1852), Jacksonport (1854) und Newport ab 1892.
Da es zur Zeit der Bildung des Countys noch keine selbständigen Gemeinden oder Städte gab, war der erste County Seat im Haus des frühen Pioniers Thomas Wideman eingerichtet worden. Das Haus lag fast zentral im County. 1832 zog man in das 3 km entfernte und neu errichtete Litchfield, was die erste permanente Ansiedlung darstellte. Benannt wurde der Ort nach Thomas Litchfield, einem ehemaligen Mitglied der Generalversammlung des Independence Countys.
1836 wurde die erste Fähre über den Black River von Robert Dunbar in Betrieb genommen.
Im Januar 1998 nahm Arkansas zwei Hochsicherheits-Gefängnisse in Newport in Betrieb. Das Scott Grimes Correctional Facility für junge Männer und das Ronald McPherson Correctional Facility für Frauen, mit einer Gesamtkapazität von 1.700 Insassen.

## Demografische Daten
Nach der Volkszählung im Jahr 2010 lebten im Jackson County 17.997 Menschen in 6862 Haushalten. Die Bevölkerungsdichte betrug 11 Einwohner pro Quadratkilometer.
Ethnisch betrachtet setzte sich die Bevölkerung zusammen aus 79,8 Prozent Weißen, 16,7 Prozent Afroamerikanern, 0,5 Prozent amerikanischen Ureinwohnern, 0,3 Prozent Asiaten sowie aus anderen ethnischen Gruppen; 1,5 Prozent stammten von zwei oder mehr Ethnien ab. Unabhängig von der ethnischen Zugehörigkeit waren 2,4 Prozent der Bevölkerung spanischer oder lateinamerikanischer Abstammung.
In den 6862 Haushalten lebten statistisch je 2,17 Personen.
21,7 Prozent der Bevölkerung waren unter 18 Jahre alt, 64,5 Prozent waren zwischen 18 und 64 und 13,8 Prozent waren 65 Jahre oder älter. 51,7 Prozent der Bevölkerung war weiblich.
Das jährliche Durchschnittseinkommen eines Haushalts lag bei 28.987 USD. Das Prokopfeinkommen betrug 15.124 USD. 28,4 Prozent der Einwohner lebten unterhalb der Armutsgrenze.

## Kultur und Sehenswürdigkeiten

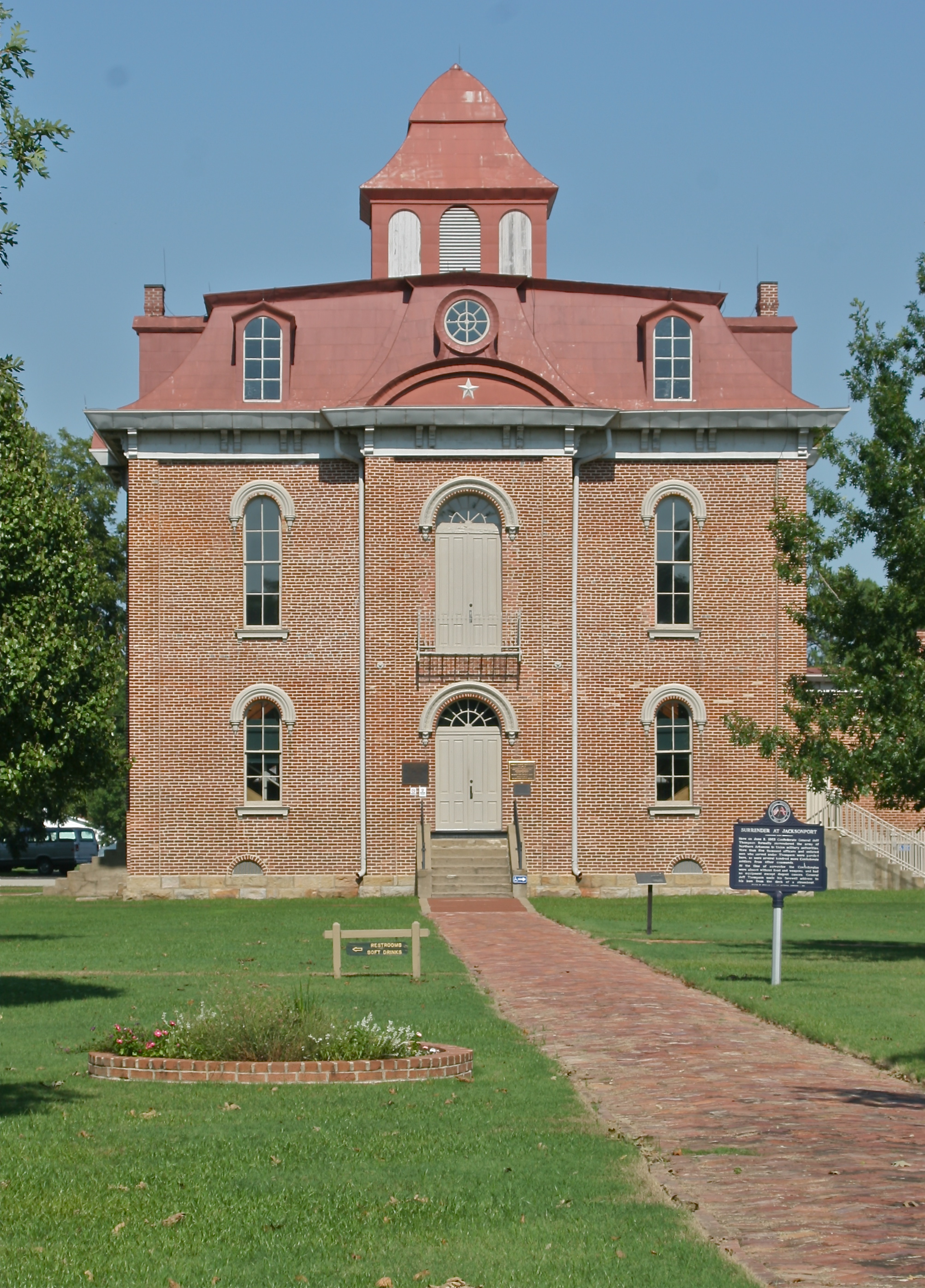
Das ehemalige Courthouse im Jacksonport State Park (2012). Dieser Historic District, der zugleich ein State Park ist, wurde im Januar 1970 im National Register of Historic Places eingetragen.

15 Bauwerke, Stätten und historische Bezirke (Historic Districts) des Countys sind im National Register of Historic Places („Nationales Verzeichnis historischer Orte“; NRHP) eingetragen (Stand 15. März 2022), darunter das Gerichtsgebäude des County, der Jacksonport State Park, das Empie-Van Dyke House sowie mehrere Schulgebäude.

## Orte im Jackson County
| Citys - Diaz - Newport - Swifton - Tuckerman | Towns - Amagon - Beedeville - Campbell Station - Grubbs | - Jacksonport - Tupelo - Weldon |

Unincorporated Communitys
| - Algoa - Auvergne - Balch | - Bengall - Centerville | - Murphys Corner - Stegall |

weitere Orte
- Airport Village
- Bengel
- Blackville
- Coffeeville
- Crossroads
- Denmark
- Elgin
- Erwin
- Estico
- Fitzgerald
- Grand Glaise
- Heffington
- Horseshoe
- Ingleside
- Island Town
- Johnstown
- Kenyon
- Macks
- McFadden
- Midway
- Nuckles
- Old Grand Glaise
- Olyphant
- Pennington
- Possum Grape
- Reamey
- Remmel
- Shoffner
- Spriggs Mill
- Stringers Mill
- Vance

Townships
- Barren Township
- Bateman Township
- Bird Township
- Breckenridge Township
- Bryan Township
- Cache Township
- Cow Lake Township
- Glaize Township
- Glass Township
- Grubbs Township
- Jefferson Township
- Richwoods Township
- Union Township
- Village Township